# 핌불베트르
핌불베트르(고대 노르드어: Fimbulvetr→혹독한 겨울)는 북유럽 신화에 나오는 세상의 마지막 전투인 라그나로크가 오기 전에 나타나는 징조 중 하나. 세 번의 여름 동안 날이 어두워지며 세 번의 겨울동안 전쟁을 한다, 또다시 세 번의 여름 없는 겨울을 맞이하며 해와 달은 늑대들에게 삼켜지고 하늘은 피로 가득차게 된다. 이 중, 마지막 세 번의 겨울을 나타내는 말.
핌불베트르에서의 접두사 핌불(fimbul)은「극심한」「커다란」「위대한」을 의미한다. 따라서, 핌불베트르의 적절한 번역은「극심한 겨울」("the great winter")이라고 할 수 있다.

## 같이 보기
- 종말론
- 라키산
- 핵겨울
- 라그나로크
- 화산 겨울